# Stazione di Leeds
Leeds Railway Station, citata anche come Leeds City railway station, è la principale stazione ferroviaria di Leeds, in Inghilterra, la decima nel Regno Unito per flusso di passeggeri.
Nel periodo tra aprile 2019 e marzo 2020, oltre 31 milioni di passeggeri hanno transitato per questo luogo. La stazione di Leeds è la seconda più trafficata dell'Inghilterra settentrionale dopo Manchester Piccadilly e la quarta del Regno Unito al di fuori di Londra, preceduta dalle stazioni di Birmingham New Street, Glasgow Centrale e Manchester Piccadilly.
A livello nazionale, la stazione serve diverse città come Londra King's Cross, Manchester, Liverpool, Newcastle upon Tyne, Birmingham, Glasgow, Edimburgo, Derby, Bristol, Exeter, Plymouth e Penzance.
A livello locale, la stazione serve diverse città dello Yorkshire tra cui York, Scarborough, Hull, Doncaster, Sheffield, Bradford, Wakefield, Dewsbury, Huddersfield e Halifax.